# 原始藏緬語
原始藏緬語（英語：Proto-Tibeto-Burman language，缩写：PTB），是一種祖語，為藏緬語系的共同先祖。使用原始藏緬語的族群為原始藏緬族。
原始藏緬語的學說，最早由白保羅與馬蒂索夫（James Matisoff）所提出。他們主張原始藏緬語是原始漢藏語之下的分支。許多語言学者认为不包含汉语的藏缅语族形不成汉藏语系下的单系群，因此原始藏缅语等同于原始汉藏语。
語言學者白桂思主張原始藏緬語與漢語系是兩支獨立發展的語系。

## 争论
构拟因语言多样性過大而复杂化，许多语言描述不足，且大多数语言缺乏词形变化，还经历过千年为单位的与其他汉藏语系语言、以及与其他语系语言的剧烈接触。只有少数几支，如缅彝语群的祖语构拟得比较顺利。白保罗称自己的方法为“远程构拟”，是通过比较远缘语言来进行构拟，重点是近古藏语、景颇语、书面缅语、加罗语和米佐语。:434同源词的声母辅音倾向于维持相同的调音部位和调音方法，但浊音和送气常常不可预测。:425–426Matisoff将这归咎于前缀的影响，而前缀本身则丢失且常常不可恢复。:16构拟还是“多形”的，常常要假设许多不同形式的词根，以解释后代语言中自相矛盾的反映。:3, 16这种构拟常被同领域内其他专家猛烈批评。:91-124

## 故地
与其他假设原始汉藏语故地位于华北黄河河谷的假说相反，:10317–10322馬蒂索夫 （1991,:469–5042015）认为原始汉藏语故地位于喜马拉雅高原上的某处，并给出了原始藏缅语最早分化的可能时间——公元前4000年，大致与原始印欧语的年代相同。语言多样化在随后使用者向不同河谷的下游迁徙时激增。

## 音系
原始藏缅语音系摘自Matisoff （2003），其中大部分都基于早些时候白保罗的构拟。

### 辅音
原始藏缅语有至少23个辅音（Matisoff 2003:15）。部分原始藏缅语的后代，特别是羌语支，发展出了十几个擦音和塞擦音。
|            | 唇音 | 唇音 | 齿龈音 | 齿龈音 | 腭化齿龈音 | 腭化齿龈音 | 硬腭音 | 硬腭音 | 软腭音 | 软腭音 | 聲門音 | 聲門音 |
| ---------- | ---- | ---- | ------ | ------ | ---------- | ---------- | ------ | ------ | ------ | ------ | ------ | ------ |
| 清塞音     | p    | p    | t      | t      |            |            |        |        | k      | k      |        |        |
| 浊塞音     | b    | b    | d      | d      |            |            |        |        | g      | g      |        |        |
| 鼻音       | m    | m    | n      | n      |            |            |        |        | ŋ      | ŋ      |        |        |
| 擦音       |      |      | s, z   | s, z   | ś, ź       | ś, ź       |        |        |        |        | h      | h      |
| 塞擦音     |      |      | t͡s, d͡z | t͡s, d͡z | t͡ś, d͡ź     | t͡ś, d͡ź     |        |        |        |        |        |        |
| 边音       |      |      | l      | l      |            |            |        |        |        |        |        |        |
| 闪音或颤音 |      |      | ɾ, r   | ɾ, r   |            |            |        |        |        |        |        |        |
| 近音       | w    | w    |        |        |            |            | j      | j      |        |        |        |        |

Matisoff认为原始藏缅语韵尾也可以有鼻音、塞音和流音。

### 元音
在Matisoff的原始藏缅语构拟中，元音可被分为基础元音和长元音。现代藏缅语从5个元音（书面藏语和景颇语）到十几个单双元音（彝语支和羌语支）都有（Matisoff 2003:157）。Matisoff （2003）还注意到经历过大幅简化或限制韵尾辅音的语言倾向于有更多元音。开前不圆唇元音*a是藏缅语族中最普遍、最稳定的元音。
Matisoff （2003）将白保罗的双元音重新解释为长元音。
| 高度   | 高度   | 前元音       | 前元音       | 中元音 | 中元音 | 後元音       | 後元音       |
| ------ | ------ | ------------ | ------------ | ------ | ------ | ------------ | ------------ |
| 閉元音 | 閉元音 | ī （iy, əy） | ī （iy, əy） |        |        | ū （uw, əw） | ū （uw, əw） |
| 中元音 | 中元音 | ē （ey）     | ē （ey）     | （-ə） | （-ə） | ō （ow）     | ō （ow）     |
| 開元音 | 開元音 |              |              | a      | a      |              |              |
|        |        | ay           | ay           |        |        | aw           | aw           |
|        |        | āy           | āy           |        |        | āw           | āw           |

| 高度   | 高度   | 前元音 | 前元音 | 後元音 | 後元音 |
| ------ | ------ | ------ | ------ | ------ | ------ |
| 閉元音 | 閉元音 | ī      | ī      | ū      | ū      |
| 中元音 | 中元音 | ē      | ē      | ō      | ō      |

### 韵尾塞音的保留
据Matisoff，汉藏语系韵尾塞音与鼻音经历了4个阶段的弱化与丢失（Matisoff 2003:238-239）。
1. 6个塞音与鼻音韵尾*-p、*-t、*-k、*-m、*-n、*-ŋ完好无缺。书面藏语、列普查语、金瑙尔语、加罗语和粤语在这一阶段。
2. 一个或多个韵尾辅音掉落。在景颇语和戎语支中，软腭音（*-k）被声门塞音（-ʔ）代替，其他一些语言中完全消失。官话中。所有韵尾塞音均掉落，*-m也与*-n合流。
3. 所有韵尾塞音变为声门塞音或喉部紧缩（如嘎裂声），鼻音韵尾可能被韵母元音或下一个辅音的鼻化所代替。现代缅甸语和拉祜语位于这一阶段。
4. 没有韵尾，音节结构为CV。

## 句法
原始藏缅语是主宾动语序，SOV语言。
大部分现代藏缅语仍保持SOV语序。不过，因为东南亚语言联盟内句法的趋同演进，藏缅语族中克伦语支、姆语支和白语支3个语支变为SVO语序。汉语族也发生了这次句法重组，斯科特·德兰西（Scott DeLancey） （2011）认为这是克里奥尔化的结果，是周朝剧烈语言接触和多语化的结果。:51-64

## 形态

### 音节结构
据詹姆斯·马提索夫。原始藏缅语音节一般包含下列结构（Matisoff 2003:11-13）。
（P2） — （P1） — Ci — （G） — V（:） — Cf — （s） 
- P1：第一个前缀-可选
- P2：第二个前缀-可选
- Ci：声母辅音
- G：介音-可选
- V：元音（音长可选）
- Cf：韵尾辅音
- s：后缀-可选

下面是藏缅语族语言音节结构改变的类型（Matisoff 2003:155）。（注释：“倍半音节”或“次要音节”是由詹姆斯·马提索夫提出的概念，意为“一个半音节”。）
- 双音节
  - 双音节 → 倍半音节
  - 双音节 → 复杂单音节
  - 双音节 → 简单单音节
- 倍半音节
  - 倍半音节 → 双音节
  - 倍半音节 → 复杂单音节
  - 倍半音节 → 简单单音节
- 复杂单音节
  - 复杂单音节 → 倍半音节
  - 复杂单音节 → 简单单音节
- 简单单音节
  - 简单单音节 → 双音节

下面是音节结构改变的来源（即反向排列）。
- 双音节
  - 来自倍半音节
  - 来自简单单音节
- 倍半音节
  - 来自双音节
  - 来自复杂单音节
- 复杂单音节
  - 来自双音节
  - 来自倍半音节
- 简单单音节
  - 来自双音节
  - 来自倍半音节
  - 来自复杂单音节

罗杰·马什·布伦奇（Roger Marsh Blench） （2019）认为原始藏缅语没有倍半音节结构，今日汉藏语的倍半音节性是从南亚语系通过语言趋同借来的。

### 动词
据James Bauman、无我和Scott DeLancey等许多学者，原始藏缅语有一套动词一致系统。动词的一致在汉语、藏语、缅彝语和大多数其它分支中都消失了，仅保留在基兰特语支中。这现象尚待解决，因此原始藏缅语动词一致系统被罗仁地等人抨击。:298–315

### 前缀
Matisoff假设下列派生前缀。
- *s- — 用于指示词、使役动词或强调。还出现在动物名称和身体部位名词前。
- *ʔa- / *（ʔ）ə / *ʔə̃ / *ʔaŋ / *ʔak — 这一声门音前缀用于亲属功能和第三人称所有格。
- *m- — 在动词词根前指指向内部的状态或动作，如状态性、不及物性、持续性和反身性。在名词词根前，用于第三人称所有格前缀。
- *r- — 在动词前用于指示性。还用在大量语义上不相干的名词词根前。
- *b- — 在及物动词前，常常标记过去时（同时还可以加后缀*-s，形成环缀*b- -s）和将来时（零后缀）。
- *g- — 在名词词根前有第三人称代词性功能。它还用在大量语义上不相干的名词词根前。在动词词根前，用于现在时和将来时。原始缅彝语中，清软腭前缀*k-用于动物名称前。

其他可能前缀还包括*l-和*d-。

### 环缀
书面藏语中，s- -n和s- -d是可数化环缀，用于亲缘关系词组中（Matisoff 2003:453）。

### 后缀
据Matisoff，原始藏缅语有3种齿音后缀：*-n、*-t和*-s，它们分布极广，但它们的句法功能难以构拟（Matisoff 2003:439）。后缀*-s、*-h和*-ʔ常发展为声调（Matisoff 2003:474）。
- *-n – 名词化、及物化和可数化（或复数化）。名词化功能仍见于列普查语-m或-n、书面藏语-n。及物化的语例较罕见，只有金瑙尔语保留。可数化/复数化不仅在许多现代藏缅语中保留，上古汉语也有体现。
- *-t – 名词化后缀。景颇语-t，书面藏语-d。其他功能有使名词词根动词化和将不及物动词或状态动词化为及物动词或使役动词（Matisoff 2003:457）。其他情况下，*-t没有显著的功能。*-t后缀还出现于上古汉语，但其句法功能暂不明确。
- *-s – 难以与*-t相区分，这个原始后缀保留在书面藏语、西喜马拉雅语支、彻旁语、库基语支（如-ʔ）和一些羌语支语言中。它的功能有名词化（羌语、藏语）、方位格后缀、从属连词 （库基语支）、状态、内指或“中部”（喜马拉雅语支语言，如金瑙尔语），以及使役（基兰特语支和库基语支）。
- *-k – 出现在库基语支和上古汉语中。它的语义功能尚不明。蒲立本认为*-k后缀有分配的功能，但只与代词性形式有关（LaPolla 2003:26）。
- *ʔay – 这个语素意为“去”，可被连接到不同词根上，变为硬颚后缀以表示从指示中心远离的动作。这个原始语素目前语法化、变为现代藏缅语的硬颚收音。
- *ya / *za / *tsa / *dza – “孩子”，这个原始语素出现为硬颚后缀（-j）。主要用于指小词。Matisoff （2003）也注意到高前元音倾向于用作指小词。
- *-way / *-ray – 这个原始系词也可出现为硬颚后缀（-j），出现在有抽象语法功能的词根中，如冠词、代词和指示词（Matisoff 2003:487）。

## 词汇
白保罗和詹姆斯·马提索夫构拟了原始藏缅语的部分词汇。Matisoff的原始藏缅语构拟目前被引用得最多，最新一版已出版构拟是《汉藏语系词源词典与词库》 （2015）。其中“多形”以⪤标记。

## 歷史
原始藏緬語之後分支出古藏語，古緬語，西夏語等三支。

## 基本词汇
原始藏緬語基本词汇：:291–318
身体
- *s-hywəy 'blood（血）' （STEDT #230 （页面存档备份，存于））
- *s-rus ⪤ *m-rus ⪤ *g-rus 'bone（骨头）' （STEDT #232 （页面存档备份，存于））
- *r-na 'ear（耳朵）' （STEDT #811 （页面存档备份，存于））
- *s-mik ⪤ *s-myak 'eye（眼睛）' （STEDT #33 （页面存档备份，存于））
- *mil ⪤ *mul 'hair （body）/fur/feather（毛）' （STEDT #363 （页面存档备份，存于））
- *l（y）ak ⪤ *dyak; [*k（r）ut] 'hand（手）' （STEDT #377 （页面存档备份，存于）; #712 （页面存档备份，存于））
- *may ⪤ *mey ⪤ *mi 'tail（尾巴）' （STEDT #1288 （页面存档备份，存于））
- *l（y）a ⪤ *lay ⪤ *ley 'tongue（舌头）' （STEDT #621 （页面存档备份，存于））
- *g-na 'nose（鼻子）' （STEDT #803 （页面存档备份，存于））
- *swa; [*džway] 'tooth（牙齿）' （STEDT #632 （页面存档备份，存于）; #635 （页面存档备份，存于））

动物
- *sya-n 'animal/meat/flesh（肉）' （STEDT #5711 （页面存档备份，存于）, 34 （页面存档备份，存于））
- *kʷəy 'dog（狗）' （STEDT #1764 （页面存档备份，存于））
- *ŋ（y）a 'fish（鱼）' （STEDT #1455 （页面存档备份，存于））
- *pʷak 'pig（猪）' （STEDT #1006 （页面存档备份，存于））
- *s-b-ruːl 'snake/vermin（蛇，虫）' （STEDT #2623 （页面存档备份，存于））

数字
- *g-sum 'three（三）' （STEDT #2666 （页面存档备份，存于））
- *b-ləy 'four（四）' （STEDT #2409 （页面存档备份，存于））
- *b-ŋa ⪤ *l-ŋa 'five（五）' （STEDT #2623 （页面存档备份，存于））
- *d-k-ruk 'six（六）' （STEDT #2621 （页面存档备份，存于））
- *b-r-gyat ⪤ *b-g-ryat 'eight（八）' （STEDT #2259 （页面存档备份，存于））
- *b-r-gya 'hundred（百）' （STEDT #2258 （页面存档备份，存于））

自然
- *r（y）ak 'day （24 hours）/spend the night（日，天）' （STEDT #2636 （页面存档备份，存于））
- *mey; [*bar ⪤ *par] 'fire（火）' （STEDT #2136 （页面存档备份，存于）; #2152 （页面存档备份，存于））
- *s-la ⪤ *g-la 'moon/month（月）' （STEDT #1016 （页面存档备份，存于））
- *kəw ⪤ *kun ⪤ *kut 'smoke（烟）' （STEDT #2361 （页面存档备份，存于））
- *nəy 'sun/daytime（太阳，天）' （STEDT #85 （页面存档备份，存于））

人类
- *tsa ⪤ *za 'child/son（子）' （STEDT #2727 （页面存档备份，存于））
- *bəw ⪤ *pəw 'grandfather/elder brother（祖父，哥哥）' （STEDT #2582 （页面存档备份，存于））
- *k-yim ⪤ *k-yum 'house（房）' （STEDT #1612 （页面存档备份，存于））
- *pʷa 'husband/male（男）' （STEDT #1612 （页面存档备份，存于））
- *r-mi（y） 'human/person（人）' （STEDT #1002 （页面存档备份，存于））
- *r-miŋ; [*s-braŋ] 'name（名）' （STEDT #2450 （页面存档备份，存于）; #2169 （页面存档备份，存于））

植物
- *tsəy; [*s-man] 'medicine/paint/juice（药）' （STEDT #5427 （页面存档备份，存于）; #5434 （页面存档备份，存于））
- *duk ⪤ *tuk 'poison（毒）' （STEDT #2530 （页面存档备份，存于））

代词
- *ŋa-y; [*ka-y] '1st person（我）' （STEDT #2530 （页面存档备份，存于））
- *naŋ ⪤ *na '2nd person（你）' （STEDT #2489 （页面存档备份，存于））

动词
- *ka-n 'bitter（苦）' （STEDT #229 （页面存档备份，存于））
- *səy 'die（死）' （STEDT #27 （页面存档备份，存于））
- *r-maŋ 'dream（梦）' （STEDT #126 （页面存档备份，存于））
- *dzya 'eat（吃）' （STEDT #36 （页面存档备份，存于））
- *na ⪤ *nan ⪤ *nat 'ill（病）' （STEDT #160 （页面存档备份，存于））
- *g-sat 'kill（杀）' （STEDT #1018 （页面存档备份，存于））
- *m-lyak; *s-lyam 'lick/tongue（舔，舌头）' （STEDT #629 （页面存档备份，存于））
- *r-kəw 'steal（偷）' （STEDT #2365 （页面存档备份，存于））

其他
- *way ⪤ *ray 'copula（是）' （STEDT #1821 （页面存档备份，存于））
- *ma 'negative（无）' （STEDT #2436 （页面存档备份，存于））
- *ta ⪤ *da 'negative imperative（禁）' （STEDT #2681 （页面存档备份，存于））

## 下级构拟
其他藏缅语族的祖语构拟还有：
- 原始达芒语 （Mazaudon 1994[14]） （list （页面存档备份，存于））
- 原始藏语 （Tournadre 2014[15]） （list）
- 原始西部藏语 （Backstrom 1994[16]） （list）
- 原始基兰特语 （Michailovsky 1991;[17] Opgenort 2011;[18]:253–271艾杰瑞 2017[19]:177–215） （list 1 （页面存档备份，存于）, list 2 （页面存档备份，存于）, list 3 （页面存档备份，存于））
- 原始西喜马拉雅语 （部分原始形式的构拟见Widmer 2014,[20]:33-562017[21]） （list）
- 原始杜拉语 （部分原始形式的构拟见Schorer 2016[22]） （list）
- 原始喜马拉雅语[基兰特语支、马嘉尔语支和康语的共同祖先] （Watters 2002[23]）
- 原始康语 （Watters 2002[23]） （list）
- 原始桑朗语群 （Post & Blench 2011[24]） （list）
- 原始苏龙语 （Lieberherr 2015[25]） （list）
- 原始鲁苏语 （Bodt & Lieberherr 2015[26]:66–123） （list）
- 原始达尼语 （Sun 1993[27]） （list （页面存档备份，存于））
- 原始东部藏语 （Hyslop 2014[28]） （list）
- 原始中部那加语 [Ao] （Bruhn 2014[29]） （list （页面存档备份，存于））
- 原始唐克胡尔语 （Mortensen 2012[30]） （list （页面存档备份，存于））
- 原始库基-钦语 （VanBik 2009[31]） （list （页面存档备份，存于））
- 原始博多–加罗语 （Joseph & Burling 2006;[32] Wood 2008[33]） （list）
- 原始北那加语 [Konyak] （French 1983[34]） （list （页面存档备份，存于））
- 原始卢伊语 （Huziwara 2012;[35]:25–131Matisoff 2013[36]:1–106） （list）
- 原始克伦语 （Jones 1961;[37] Luangthongkum 2013, 2019[38][39]） （list （页面存档备份，存于））
- 原始羌语 （Sims 2017[40]） （list （页面存档备份，存于））
- 原始普米语 （Sims 2017[40]） （list （页面存档备份，存于））
- 原始尔苏语 （Yu 2012[41]） （list）
- 原始Naish （Jacques & Michaud 2011[42]:468–498） （list）
- 原始缅彝语 （Matisoff 2003） （list （页面存档备份，存于））
- 原始彝语 （Bradley 1979[43]） （list （页面存档备份，存于））
- 原始白语 （Wang 2006[44]） （list）
- 原始土家语 （Zhou 2020[45]） （list （页面存档备份，存于））